# Tomatares pardalis
Tomatares pardalis är en insektsart som först beskrevs av Fabricius 1781.  Tomatares pardalis ingår i släktet Tomatares och familjen myrlejonsländor. Inga underarter finns listade i Catalogue of Life.